# Генрих фон Гройч
Генрих фон Гройч (нем. Heinrich von Groitzsch; ок. 1090 — 31 декабря 1135) — граф Гройча с 1124, бургграф Магдебурга с 1124, маркграф Остмарка после 1128, маркграф Нидерлаузица с 1131, второй сын графа Випрехта фон Гройч и Юдит Чешской.

## Биография
Генрих родился около 1090 года. Его отец, граф Випрехт Старший, и старший брат, Випрехт Младший, из-за вмешательства в спор за чешский престол оказались в немилости у императора Генриха V. А после того, как Випрехт Младший после похода в Чехию в 1109 году вместе с князем Борживоем II, претендовавшим на чешский престол, попал в плен, то император Генрих V заключил его в замок Хаммерштейн на Рейне. Вместе с Випрехтом Младшим в заключении оказался и его брат Генрих, упоминаемый в 1110/1111 году.
Однако позже Випрехт и Генрих получили свободу, выкупленные отцом, который был вынужден передать императору свои родовые владения в гау Низани и Баутцене, Лайсниг и Морунген (ныне — часть города Зангерхаузен).
Смерть бездетного старшего брата в 1117 году сделала Генриха наследником отца. А в 1118 году Генрих стал бургграфом Магдебурга.
В 1123 году Випрехт Старший, отец Генриха, получил от императора Генриха V Мейсенскую и Лужицкую марки. Однако удержать их в своих руках Виперхт не смог, поскольку герцог Саксонии Лотарь Супплинбургский (будущий император Лотарь II), не признав указа императора, пожаловал Мейсен в 1123 году Конраду фон Веттин, а Лаузиц — Альбрехту Медведю. После смерти Випрехта в 1124 году Генриху не удалось противостоять Конраду и Альбрехту, он был вынужден удовлетвориться только часть графства Гройч, а также Бауценом, доставшимся в наследство от матери, и Цвиккау. Вторая часть графства находилась под управлением его сестры Берты.
В 1126 году Генрих в составе армии императора Лотаря участвовал в неудачном походе в Чехию. А в 1131 году император передал Генриху Лужицкую марку.
Генрих умер 31 декабря 1135 года. Поскольку он не оставил детей, то его владения император передал мейсенскому маркграфу Конраду Веттину.

## Брак
Жена: Берта фон Клейссберг (ум. после 1137), дочь Фридриха III фон Гозек и Адельгейды фон Штаде. Детей не было.